# Высокое (Ковылкинский район)
Высокое — опустевшее село Ковылкинского района Республики Мордовия в составе Троицкого сельского поселения.

## География
Находится на расстоянии примерно 14 километров на запад-северо-запад от районного центра города Ковылкино.

## История
Известно с 1765 года, когда в нём была построена первая деревянная Космодамиановская церковь. В 1869 году было учтено как казенное село Наровчатского уезда из 60 дворов.

## Население
| 2002 | 2010 |
| ---- | ---- |
| 6    | ↘0   |

Постоянное население составляло 6 человек (русские 100 %) в 2002 году, 0 в 2010 году.